# Mercan'Tour Classic Alpes-Maritimes 2022
La Mercan'Tour Classic Alpes-Maritimes 2022, seconda edizione della corsa, dodicesima prova della Coppa di Francia 2022, valevole come evento dell'UCI Europe Tour 2022 categoria 1.1, si è svolta il 31 maggio 2022 su un percorso di 167,9 km, con partenza da Puget-Théniers e arrivo al Col de Valberg, nel Parco nazionale del Mercantour, in Francia. La vittoria fu appannaggio del danese Jakob Fuglsang, il quale completò il percorso in 4h50'34", alla media di 34,67 km/h, precedendo il canadese Michael Woods e il francese David Gaudu.
Sul traguardo del Col de Valberg 63 ciclisti, dei 112 partiti da Puget-Théniers, portarono a termine la competizione.

## Squadre e corridori partecipanti
| N.    | Cod. | Squadra                  |
| ----- | ---- | ------------------------ |
| 1-7   | COF  | Cofidis                  |
| 11-16 | ACT  | AG2R Citroën Team        |
| 21-27 | GCF  | Groupama-FDJ             |
| 31-37 | IPT  | Israel-Premier Tech      |
| 41-46 | IWG  | Intermarché-Wanty-Gobert |
| 51-57 | LTS  | Lotto Soudal             |
| 61-66 | MOV  | Movistar Team            |
| 71-77 | EKP  | Equipo Kern Pharma       |
| 81-87 | TEN  | TotalEnergies            |

| N.      | Cod. | Squadra                     |
| ------- | ---- | --------------------------- |
| 91-97   | BBK  | B&B Hotels-KTM              |
| 101-107 | ARK  | Team Arkéa-Samsic           |
| 111-116 | AUB  | St Michel-Auber 93          |
| 121-127 | NMC  | Nice Métropole Côte d'Azur  |
| 131-137 | UNA  | Team U Nantes Atlantique    |
| 141-147 | CGS  | China Glory Continental     |
| 151-157 | EHE  | Electro Hiper Europa-Caldas |
| 161-166 | GLC  | Global 6 Cycling            |

## Ordine d'arrivo (Top 10)
| Pos. | Corridore        | Squadra     | Tempo    |
| ---- | ---------------- | ----------- | -------- |
| 1    | Jakob Fuglsang   | Israel      | 4h50'34" |
| 2    | Michael Woods    | Israel      | a 31"    |
| 3    | David Gaudu      | Groupama    | a 34"    |
| 4    | Jesús Herrada    | Cofidis     | a 1'05"  |
| 5    | Steff Cras       | Lotto       | a 1'07"  |
| 6    | Louis Meintjes   | Intermarché | a 1'46"  |
| 7    | Matteo Jorgenson | Movistar    | a 2'03"  |
| 8    | Lenny Martinez   | Groupama    | a 2'53"  |
| 9    | Michel Ries      | Arkéa       | a 3'15"  |
| 10   | S. Reichenbach   | Groupama    | a 3'49"  |